# Via Mar Girgis
Via Mar Girgis (in arabo شارع مر جرجيس‎?, Shariy'a Mar Girgis) è una delle strade più importanti della Cairo Vecchia.
Si sviluppa tra la stazione omonima della metropolitana del Cairo, i complessi religiosi delle chiese copte e greco-ortodosse, per finire con i diversi cimiteri cristiani della zona. Via Mar Girgis interseca via Hassan Al-Anwar su cui si trova Moschea di Amr ibn al-As.

## Galleria d'immagini

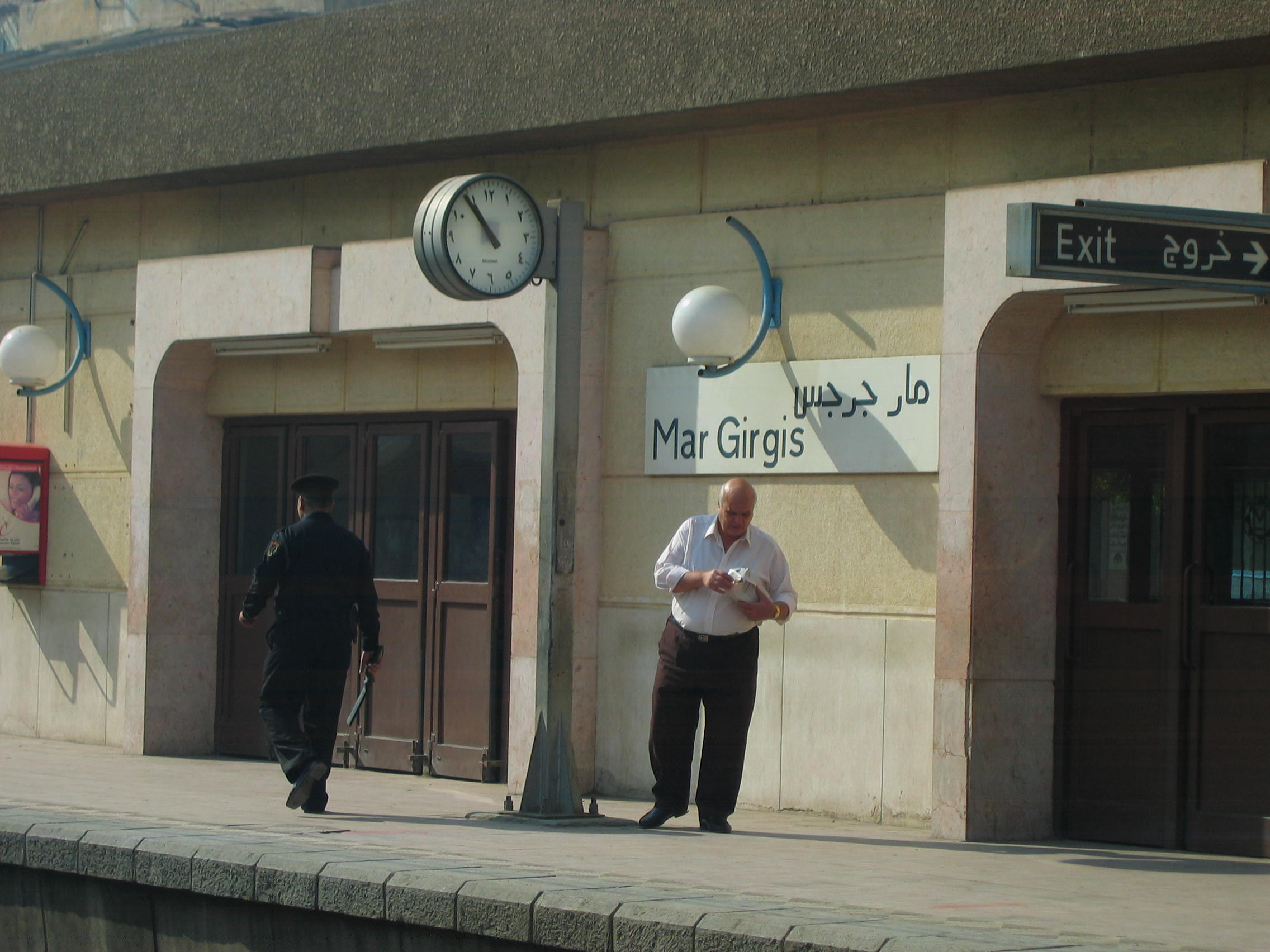
Stazione della metropolitana su via Mar Girgis
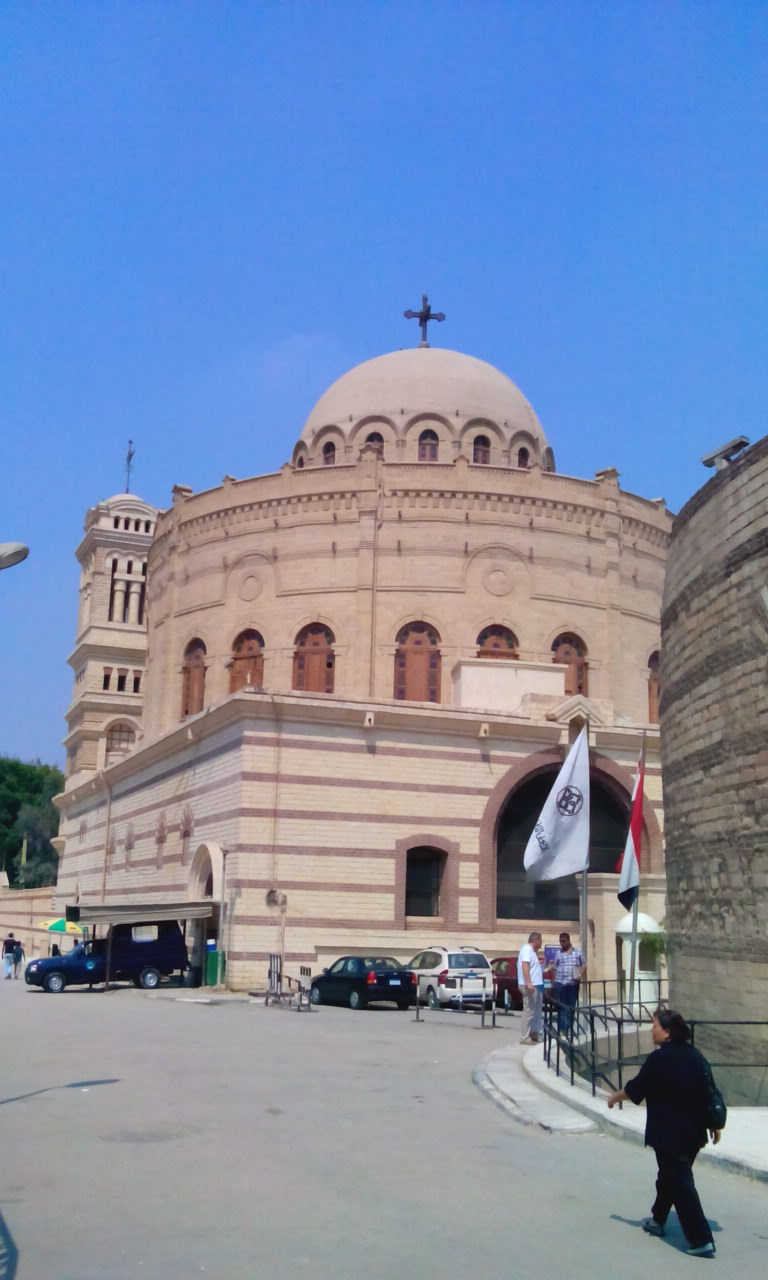
Via Mar girgis con la cupola della chiesa di San Giorgio sullo sfondo
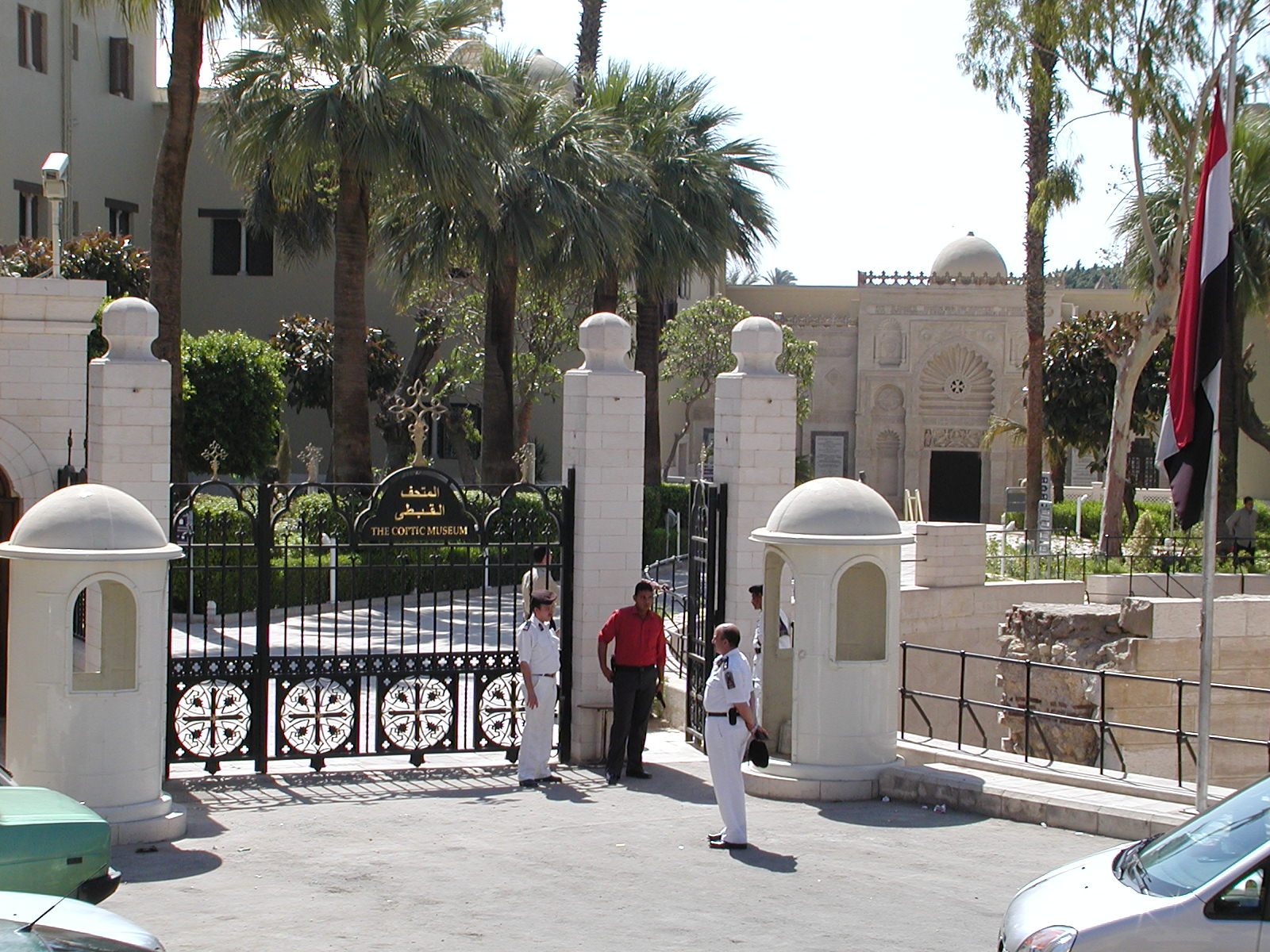
Ingresso del Museo copto del Cairo fotografato dalla scalinata della stazione della metropolitana di via Mar Girgis
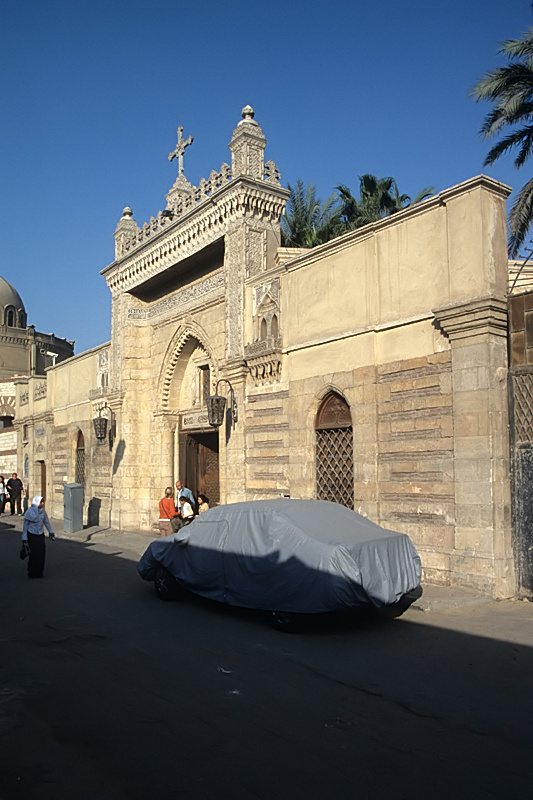
Ingresso della Chiesa Sospesa da via Mar Girgis